# Apolónia (costa norte de Creta)
Apolónia (português europeu) ou Apolônia (português brasileiro) (em grego: Ἀπολλωνία; romaniz.: Apollonia) foi uma antiga cidade da ilha de Creta, Grécia, situada perto de Cnossos, ou seja, na parte central do norte da ilha. Os seus habitantes foram traídos pelo seu aliados de Cidónia, que destruíram Apolónia em 171 a.C.
Há várias teorias sobre qual seria a localização da cidade: na costa perto de Armyró (baía de Almirós?, perto da atual Georgiópolis?, a sucessora da antiga Anfímala); na foz do Ghiófiro, perto de Megalo Kastron (atual Heraclião); em Gazi, igualmente perto de Heraclião. Mais recentemente, há muitas fontes que apontam Agia Pelagia, ou mais exatamente o cabo Suda (não confundir com Suda, na parte oriental de Creta), como a localização provável.